# Eslováquia nos Jogos Olímpicos de Verão de 2008
A Eslováquia competiu nos Jogos Olímpicos de Verão de 2008, em Pequim, na China com 57 atletas em 14 esportes. O país estreou em Atlanta 1996 e esta foi sua 4ª participação.
A Eslováquia se confirmou como potência na canoagem, que já era o seu esporte com maior número de conquistas olímpicas - das 19 medalhas em Jogos Olímpicos, são 14 medalhas no esporte, duas na natação, duas no tiro e uma no judô. Nesses Jogos foram três vitórias nas quatro provas disputadas no slalom. O veterano atleta Michal Martikán somou mais um ouro na categoria C1 - ele já havia conquistado um ouro em Atlanta 1996, e duas pratas, uma em Sydney 2000 e outra em Atenas 2004. Elena Kaliská, da categoria K1 do slalom, também adicionou mais um ouro e se tornou bicampeã olímpica, pois já havia vencido a mesma prova em Atenas 2004.

## Medalhas
| Atleta                                                     | Esporte  | Evento                     | Medalha |
| ---------------------------------------------------------- | -------- | -------------------------- | ------- |
| Elena Kaliská                                              | Canoagem | Slalom K-1 feminino        | Ouro    |
| Michal Martikán                                            | Canoagem | Slalom C-1 masculino       | Ouro    |
| Pavol Hochschorner Peter Hochschorner                      | Canoagem | Slalom C-2 masculino       | Ouro    |
| Erik Vlček Juraj Tarr Michal Riszdorfer Richard Riszdorfer | Canoagem | K-4 1000 m masculino       | Prata   |
| Zuzana Štefečeková                                         | Tiro     | Fossa olímpica feminino    | Prata   |
| David Musuľbes                                             | Lutas    | Livre até 120 kg masculino | Bronze  |

## Desempenho

### Atletismo
Masculino
| Atletas           | Evento                | Preliminar | Preliminar | Quartas     | Quartas     | Semifinal   | Semifinal   | Final       | Final       |
| Atletas           | Evento                | Marca      | Posição    | Marca       | Posição     | Marca       | Posição     | Marca       | Posição     |
| ----------------- | --------------------- | ---------- | ---------- | ----------- | ----------- | ----------- | ----------- | ----------- | ----------- |
| Dmitrij Važukevič | Salto triplo          | 17,08 m    | 14º        |             |             |             |             | Não avançou | Não avançou |
| Jozef Repčík      | 800 m                 | 1m48s64    | 46º        | Não avançou | Não avançou | Não avançou | Não avançou | Não avançou | Não avançou |
| Kazimír Verkin    | 50 km marcha atlética |            |            |             |             |             |             | 4h21m26     | 47º         |
| Libor Charfreitag | Arremesso de martelo  | 76,61 m    | 30º        |             |             |             |             | 78,65 m     | 8º          |
| Matej Tóth        | 20 km marcha atlética |            |            |             |             |             |             | 1h23m17     | 26º         |
| Milan Haborák     | Arremesso de peso     | 19,32 m    | 30º        |             |             |             |             | Não avançou | Não avançou |
| Miloš Bátovský    | 50 km marcha atlética |            |            |             |             |             |             | 4h06m30     | 35º         |
| Miloslav Konopka  | Arremesso de martelo  | 71,96 m    | 23º        |             |             |             |             | Não avançou | Não avançou |
| Peter Horák       | Salto em altura       | 2,15 m     | 34º        |             |             |             |             | Não avançou | Não avançou |
| Peter Korčok      | 50 km marcha atlética |            |            |             |             |             |             | DNF         | -           |
| Slaven Dizdarevič | Decatlo               |            |            |             |             |             |             | 7.021       | 24º         |

Feminino
| Atletas          | Evento                | Preliminar | Preliminar | Quartas     | Quartas     | Semifinal   | Semifinal   | Final        | Final       |
| Atletas          | Evento                | Marca      | Posição    | Marca       | Posição     | Marca       | Posição     | Marca        | Posição     |
| ---------------- | --------------------- | ---------- | ---------- | ----------- | ----------- | ----------- | ----------- | ------------ | ----------- |
| Dana Velďáková   | Salto triplo          | NM         | -          |             |             |             |             | Não avançou  | Não avançou |
| Jana Velďáková   | Salto em distância    | NM         | -          |             |             |             |             | Não avançou  | Não avançou |
| Lucia Klocová    | 800 m                 | 1m59s42    | 3º         |             |             | 1m58s80     | 11º         | Não avançou  | Não avançou |
| Martina Hrašnová | Arremesso de martelo  | 72,87 m    | 4º         |             |             |             |             | 71,00 m      | 8º          |
| Miriam Bobková   | 100 m com barreiras   | 13s65      | 37º        | Não avançou | Não avançou | Não avançou | Não avançou | Não avançou  | Não avançou |
| Zuzana Malíková  | 20 km marcha atlética |            |            |             |             |             |             | 1h34m33 (SB) | 31º         |
| Zuzana Tomas     | Maratona              |            |            |             |             |             |             | 2h49m39      | 67º         |

### Badminton
| Atleta        | Evento           | Fase de 64             | Fase de 32                     | Fase de 16             | Quartas                | Semifinais             | Final                  | Final       |
| Atleta        | Evento           | Adversário e resultado | Adversário e resultado         | Adversário e resultado | Adversário e resultado | Adversário e resultado | Adversário e resultado | Posição     |
| ------------- | ---------------- | ---------------------- | ------------------------------ | ---------------------- | ---------------------- | ---------------------- | ---------------------- | ----------- |
| Eva Sládeková | Simples feminino |                        | HKG Wang C. D 2-0 (21-7; 21-7) | Não avançou            | Não avançou            | Não avançou            | Não avançou            | Não avançou |

### Canoagem slalom
Masculino
| Atleta                                | Evento | Preliminar | Preliminar | Preliminar | Preliminar | Semifinais | Semifinais | Final       | Final       | Final       | Final           |
| Atleta                                | Evento | Descida 1  | Descida 2  | Total      | Posição    | Tempo      | Posição    | Tempo       | Posição     | Total       | Posição         |
| ------------------------------------- | ------ | ---------- | ---------- | ---------- | ---------- | ---------- | ---------- | ----------- | ----------- | ----------- | --------------- |
| Michal Martikán                       | C-1    | 85s13      | 85s02      | 170s15     | 1º         | 88s92      | 1º         | 87s73       | 1º          | 176s65      | Medalha de ouro |
| Peter Cibák                           | K-1    | 86s26      | 86s69      | 172s95     | 11º        | 89s41      | 12º        | Não avançou | Não avançou | Não avançou | Não avançou     |
| Peter Hochschorner Pavol Hochschorner | C-2    | 93s69      | 93s04      | 186s73     | 1º         | 94s88      | 2º         | 95s94       | 2º          | 190s82      | Medalha de ouro |

Feminino
| Atleta        | Evento | Preliminar | Preliminar | Preliminar | Preliminar | Semifinais | Semifinais | Final | Final   | Final  | Final           |
| Atleta        | Evento | Descida 1  | Descida 2  | Total      | Posição    | Tempo      | Posição    | Tempo | Posição | Total  | Posição         |
| ------------- | ------ | ---------- | ---------- | ---------- | ---------- | ---------- | ---------- | ----- | ------- | ------ | --------------- |
| Elena Kaliská | K-1    | 94s34      | 91s85      | 186s19     | 1º         | 97s13      | 1º         | 95s51 | 1º      | 192s64 | Medalha de ouro |

### Canoagem de velocidade
Masculino
| Atleta                                                     | Evento     | Preliminar | Preliminar | Semifinais | Semifinais | Final       | Final            |
| Atleta                                                     | Evento     | Tempo      | Posição    | Tempo      | Posição    | Tempo       | Posição          |
| ---------------------------------------------------------- | ---------- | ---------- | ---------- | ---------- | ---------- | ----------- | ---------------- |
| Marián Ostrřil                                             | C-1 500 m  | 1m55s911   | 18º        | 1m58s401   | 14º        | Não avançou | Não avançou      |
| Marián Ostrřil                                             | C-1 1000 m | 4m00s191   | 6º         | 4m03s696   | 9º         | Não avançou | Não avançou      |
| Erik Vlček Juraj Tarr Michal Riszdorfer Richard Riszdorfer | K-4 1000 m | 2m57s876   | 3º         |            |            | 2m56s593    | Medalha de prata |

Feminino
| Atleta                        | Evento    | Preliminar | Preliminar | Semifinais | Semifinais | Final       | Final       |
| Atleta                        | Evento    | Tempo      | Posição    | Tempo      | Posição    | Tempo       | Posição     |
| ----------------------------- | --------- | ---------- | ---------- | ---------- | ---------- | ----------- | ----------- |
| Ivana Kmeťová Martina Kohlová | K-2 500 m | 1m47s284   | 13º        | 1m46s380   | 7º         | Não avançou | Não avançou |

### Ciclismo de estrada
Masculino
| Atleta       | Evento             | Final   | Final   |
| Atleta       | Evento             | Tempo   | Posição |
| ------------ | ------------------ | ------- | ------- |
| Ján Valach   | Corrida em estrada | 6h34m26 | 61º     |
| Matej Jurčo  | Corrida em estrada | DNF     | -       |
| Matej Jurčo  | Contra o relógio   | 1h07m52 | 28º     |
| Roman Broniš | Corrida em estrada | DNF     | -       |

### Ginástica artística
Feminino
| Atleta         | Evento           | Evento  | Aparelho    | Aparelho    | Aparelho            | Aparelho    | Total       | Posição     |
| Atleta         | Evento           | Evento  | Salto       | Solo        | Barras assimétricas | Trave       | Total       | Posição     |
| -------------- | ---------------- | ------- | ----------- | ----------- | ------------------- | ----------- | ----------- | ----------- |
| Ivana Kováčová | Individual geral | Qualif. |             |             | 12.500              | 12.350      | 24.850      | 92º         |
| Ivana Kováčová | Individual geral | Final   | Não avançou | Não avançou | Não avançou         | Não avançou | Não avançou | Não avançou |

### Halterofilismo
Masculino
| Atleta         | Evento | Arranque (kg) | Arranque (kg) | Arranque (kg) | Arranque (kg) | Arranque (kg) | Arremesso (kg) | Arremesso (kg) | Arremesso (kg) | Arremesso (kg) | Arremesso (kg) | Total (kg)  | Posição     |
| Atleta         | Evento | 1             | 2             | 3             | Res.          | Pos.          | 1              | 2              | 3              | Res.           | Pos.           | Total (kg)  | Posição     |
| -------------- | ------ | ------------- | ------------- | ------------- | ------------- | ------------- | -------------- | -------------- | -------------- | -------------- | -------------- | ----------- | ----------- |
| Martin Tešovič | -105kg | DNS           | Não avançou   | Não avançou   | Não avançou   | Não avançou   | Não avançou    | Não avançou    | Não avançou    | Não avançou    | Não avançou    | Não avançou | Não avançou |
| Ondrej Kutlík  | -85kg  | 193           | 197           | 200           | 200           | 15º           | 225            | 230            | 236            | 236            | 12º            | 343         | 12º         |

### Judô
Masculino
| Atleta           | Evento | Qualificação             | Qualificação           | Qualificação           | Qualificação           | Qualificação           | Repescagem             | Repescagem             | Repescagem             | Final                  | Final       |
| Atleta           | Evento | Preliminares             | Fase de 32             | Fase de 16             | Quartas                | Semifinais             | 1ª fase                | Quartas                | Semifinais             | Final                  | Final       |
| Atleta           | Evento | Adversário e resultado   | Adversário e resultado | Adversário e resultado | Adversário e resultado | Adversário e resultado | Adversário e resultado | Adversário e resultado | Adversário e resultado | Adversário e resultado | Pos.        |
| ---------------- | ------ | ------------------------ | ---------------------- | ---------------------- | ---------------------- | ---------------------- | ---------------------- | ---------------------- | ---------------------- | ---------------------- | ----------- |
| Zoltán Pálkovács | -100kg | ARG E. Costa D 0110-0100 | Não avançou            | Não avançou            | Não avançou            | Não avançou            | Não avançou            | Não avançou            | Não avançou            | Não avançou            | Não avançou |

### Lutas
Greco-Romana
| Atleta       | Evento | Qualificação           | Qualificação           | Qualificação           | Qualificação           | Repescagem             | Repescagem             | Repescagem             | Final                  | Final       |
| Atleta       | Evento | Fase de 16             | Oitavas                | Quartas                | Semifinais             | 1ª fase                | 2ª fase                | Bronze                 | Final                  | Final       |
| Atleta       | Evento | Adversário e resultado | Adversário e resultado | Adversário e resultado | Adversário e resultado | Adversário e resultado | Adversário e resultado | Adversário e resultado | Adversário e resultado | Posição     |
| ------------ | ------ | ---------------------- | ---------------------- | ---------------------- | ---------------------- | ---------------------- | ---------------------- | ---------------------- | ---------------------- | ----------- |
| Attila Bátky | -84kg  | CUB Y. Estrada D 0-9   | Não avançou            | Não avançou            | Não avançou            | Não avançou            | Não avançou            | Não avançou            | Não avançou            | Não avançou |

Livre - masculino
| Atleta         | Evento | Qualificação           | Qualificação           | Qualificação           | Repescagem             | Repescagem             | Final                  | Final             |
| Atleta         | Evento | Oitavas                | Quartas                | Semifinal              | 1ª fase                | 2ª fase                | Final                  | Final             |
| Atleta         | Evento | Adversário e resultado | Adversário e resultado | Adversário e resultado | Adversário e resultado | Adversário e resultado | Adversário e resultado | Posição           |
| -------------- | ------ | ---------------------- | ---------------------- | ---------------------- | ---------------------- | ---------------------- | ---------------------- | ----------------- |
| David Musužbes | -120kg | NGR W. Siewari V 9-0   | HUN O. Aubéli V 4-1    | UZB A. Taymazov D 0-2  |                        |                        | CUB D. Rodriguez V 8-2 | Medalha de bronze |

### Natação
Masculino
| Atletas      | Evento       | Preliminar | Preliminar | Semifinal | Semifinal | Final       | Final       |
| Atletas      | Evento       | Tempo      | Posição    | Tempo     | Posição   | Tempo       | Posição     |
| ------------ | ------------ | ---------- | ---------- | --------- | --------- | ----------- | ----------- |
| Ľuboš Križko | 100 m costas | 54s07      | 8º         | 54s38     | 13º       | Não avançou | Não avançou |

Feminino
| Atletas           | Evento          | Preliminar | Preliminar | Semifinal   | Semifinal   | Final       | Final       |
| Atletas           | Evento          | Tempo      | Posição    | Tempo       | Posição     | Tempo       | Posição     |
| ----------------- | --------------- | ---------- | ---------- | ----------- | ----------- | ----------- | ----------- |
| Denisa Smolenová  | 200 m borboleta | 2m13s81    | 31º        | Não avançou | Não avançou | Não avançou | Não avançou |
| Martina Moravcová | 50 m livre      | 25s47      | 27º        | Não avançou | Não avançou | Não avançou | Não avançou |
| Martina Moravcová | 100 m livre     | 55s20      | 23º        | Não avançou | Não avançou | Não avançou | Não avançou |
| Martina Moravcová | 100 m borboleta | 59s03      | 25º        | Não avançou | Não avançou | Não avançou | Não avançou |

### Tênis
Masculino
| Atleta         | Evento  | Fase de 64                      | Fase de 32                   | Oitavas                | Quartas                | Semifinais             | Final                  | Final       |
| Atleta         | Evento  | Adversário e resultado          | Adversário e resultado       | Adversário e resultado | Adversário e resultado | Adversário e resultado | Adversário e resultado | Posição     |
| -------------- | ------- | ------------------------------- | ---------------------------- | ---------------------- | ---------------------- | ---------------------- | ---------------------- | ----------- |
| Dominik Hrbatý | Simples | BRA T. Bellucci V 2-6, 6-4, 6-2 | USA J. Blake D 6-7, 6-4, 3-6 | Não avançou            | Não avançou            | Não avançou            | Não avançou            | Não avançou |

Feminino
| Atleta                              | Evento  | Fase de 64                   | Fase de 32                       | Oitavas                    | Quartas                | Semifinais             | Final                  | Final       |
| Atleta                              | Evento  | Adversário e resultado       | Adversário e resultado           | Adversário e resultado     | Adversário e resultado | Adversário e resultado | Adversário e resultado | Posição     |
| ----------------------------------- | ------- | ---------------------------- | -------------------------------- | -------------------------- | ---------------------- | ---------------------- | ---------------------- | ----------- |
| Daniela Hantuchová                  | Simples | JPN Ai Sugiyama V 6-2, 7-5   | DEN C. Wozniacki D 1-6, 3-6      | Não avançou                | Não avançou            | Não avançou            | Não avançou            | Não avançou |
| Dominika Cibulková                  | Simples | FRA P. Parmentier V 6-1, 7-5 | BUL T. Pironkova V 6-2, 6-2      | SRB J. Janković D 5-7, 1-6 | Não avançou            | Não avançou            | Não avançou            | Não avançou |
| Daniela Hantuchová Janette Husárová | Duplas  |                              | CHN Yan Zi CHN Jie Z. D 1-6, 6-7 | Não avançou                | Não avançou            | Não avançou            | Não avançou            | Não avançou |

### Tênis de mesa
Feminino
| Atleta(s)   | Evento     | Preliminar             | 1ª etapa               | 2ª etapa               | 3ª etapa               | 4ª etapa               | Quartas                | Semifinais             | Final                  |
| Atleta(s)   | Evento     | Adversário e resultado | Adversário e resultado | Adversário e resultado | Adversário e resultado | Adversário e resultado | Adversário e resultado | Adversário e resultado | Adversário e resultado |
| ----------- | ---------- | ---------------------- | ---------------------- | ---------------------- | ---------------------- | ---------------------- | ---------------------- | ---------------------- | ---------------------- |
| Eva Ódorová | Individual | VAN P. Tommy V 4-0     | HUN P. Lovas V 4-2     | USA Gao J. D 2-4       | Não avançou            | Não avançou            | Não avançou            | Não avançou            | Não avançou            |

### Tiro
Masculino
| Atleta          | Evento                 | Qualificação | Qualificação | Final       | Final       | Posição     |
| Atleta          | Evento                 | Placar       | Posição      | Placar      | Total       | Posição     |
| --------------- | ---------------------- | ------------ | ------------ | ----------- | ----------- | ----------- |
| Erik Varga      | Fossa olímpica         | 117          | 9º           | Não avançou | Não avançou | Não avançou |
| Jozef Gönci     | Carabina deitado 50 m  | 593          | 16º          | Não avançou | Não avançou | Não avançou |
| Jozef Gönci     | Carabina três posições | 394          | 30º          | Não avançou | Não avançou | Não avançou |
| Mário Filipovič | Fossa olímpica         | 115          | 14º          | Não avançou | Não avançou | Não avançou |
| Pavol Kopp      | Carabina de ar 10 m    | 575          | 28º          | Não avançou | Não avançou | Não avançou |
| Pavol Kopp      | Pistola livre 50 m     | 563          | 4º           | 94,6        | 657,6       | 6º 5º[a]    |

a. ^ O atleta norte-coreano Kim Jong Su originalmente ganhou a medalha de prata na prova de pistola livre 50 m, mas foi desqualificado depois do doping positivo para a substância propranolol. Assim Pavol Kopp herdou a 5ª posição.
Feminino
| Atleta             | Evento                 | Qualificação | Qualificação | Final       | Final       | Posição          |
| Atleta             | Evento                 | Placar       | Posição      | Placar      | Total       | Posição          |
| ------------------ | ---------------------- | ------------ | ------------ | ----------- | ----------- | ---------------- |
| Daniela Pešková    | Carabina de ar 10 m    | 396          | 9º           | Não avançou | Não avançou | Não avançou      |
| Daniela Pešková    | Carabina três posições | 577          | 22º          | Não avançou | Não avançou | Não avançou      |
| Danka Barteková    | Skeet                  | 67           | 8º           | Não avançou | Não avançou | Não avançou      |
| Zuzana Štefečeková | Fossa olímpica         | 70           | 1º           | 19          | 89          | Medalha de prata |

### Triatlo
| Atleta      | Evento    | Natação (1,5 km) | Ciclismo (40 km) | Corrida (10 km) | Tempo total | Posição     |
| ----------- | --------- | ---------------- | ---------------- | --------------- | ----------- | ----------- |
| Pavel Šimko | Masculino | DNF              | Não avançou      | Não avançou     | Não avançou | Não avançou |

### Vela
Masculino
| Atleta        | Evento | Regata | Regata | Regata | Regata | Regata | Regata | Regata | Regata | Regata | Regata | Regata  | Pontos | Posição |
| Atleta        | Evento | 1      | 2      | 3      | 4      | 5      | 6      | 7      | 8      | 9      | 10     | M       | Pontos | Posição |
| ------------- | ------ | ------ | ------ | ------ | ------ | ------ | ------ | ------ | ------ | ------ | ------ | ------- | ------ | ------- |
| Patrik Pollák | RS:X   | 26     | 30     | 25     | 30     | 23     | 28     | 31     | 29     | 28     | 24     | Não av. | 243    | 30º     |

Legenda
| Recorde mundial      | Recorde mundial (World record)               |                       | Recorde africano                      | Recorde africano (African) |                                           | Q | Classificado por posição (Qualified) |
| Recorde olímpico     | Recorde olímpico (Olympic record)            | Recorde da América    | Recorde da América (Americas)         | q                          | Classificado por melhor tempo (Qualified) |   |                                      |
| Melhor marca do ano  | Melhor marca do ano (World leading)          | Recorde asiático      | Recorde asiático (Asian)              | DNS                        | Não largou (Did not start)                |   |                                      |
| Recorde nacional     | Recorde nacional (National record)           | Recorde europeu       | Recorde europeu (European)            | DNF                        | Não terminou (Did not finish)             |   |                                      |
| Recorde pessoal      | Recorde pessoal do atleta (Personal best)    | Recorde da Oceania    | Recorde da Oceania (Oceania)          | DSQ / DQ                   | Desclassificado (Disqualified)            |   |                                      |
| Recorde da temporada | Recorde da temporada do atleta (Season best) | Recorde sul-americano | Recorde sul-americano (South America) | NM                         | Sem marca (No mark)                       |   |                                      |

| M   | Regata da Medalha da qual só participam os dez primeiros colocados das regatas anteriores  |  |  | CAN | Regata cancelada |
| BFD | Desclassificado por bandeira preta (Black Flag Disqualified)                               |  |  |     |                  |
| UFD | Desclassificado por bandeira "U" (U Flag Disqualified)                                     |  |  |     |                  |
| OCS | Largada queimada (On the Course Side of the starting line)                                 |  |  |     |                  |
| DNE | Desclassificação sem eliminação (infração a um item do regulamento da prova – Did Not End) |  |  |     |                  |